# Бюлюкбаши, Дориан
Дориан Бюлюкбаши (алб. Dorian Bylykbashi; 8 августа 1980, Эльбасан, Албания) — албанский футболист, полузащитник. Выступал в сборной Албании.

## Биография

### Клубная карьера
Начал профессиональную карьеру в клубе «Эльбасани» из города Эльбасан в 1997 году. В команде провёл около трёх лет и сыграл в чемпионате Албании 45 матчей и забил 9 мячей. После играл за «Влазнию» из города Шкодер. В 2001 году вернулся в «Эльбасани», где играл ещё на протяжении двух сезонов. В 2003 году перешёл в клуб «Партизани» из города Тирана. В сезоне 2003/04 вместе с командой завоевал Кубок Албании, в финале «Партизани» обыграло тиранское «Динамо» (1:0). Также в 2004 году «Партизани» завоевало Суперкубок Албании. В сезоне 2004/05 Бюлюкбаши стал лучшим бомбардиром чемпионата Албании, забив 24 мяча. Летом 2006 года участвовал вместе с клубом в Кубке Интертото. В первом раунде «Партизани» проиграл греческому «Этникос», по сумме двух матчей (5:4), во втором домашнем матче Бюлюкбаши забил гол. Всего за «Партизани» в чемпионате Албании Дориан сыграл 91 матч и забил 41 гол.
Зимой 2007 года перешёл в криворожский «Кривбасс», где тренером был Олег Таран. В Высшей лиге Украины дебютировал 4 марта 2007 года в выездном матче против львовских «Карпат» (1:1). В 2007 году Бюлюкбаши стал игроком основного состава «Кривбасса» и одним из лучших игроков в чемпионате Украины. Зимой 2009 года в прессе появилась информация что Дориан Бюлюкбаши может перейти в днепропетровский «Днепр». В «Кривбассе» Бюлюкбаши также играл в качестве капитана команды.

### Карьера в сборной
В национальной сборной Албании дебютировал 1 марта 2006 года в товарищеском матче против Литвы (1:2), Бюлюкбаши начал матч в основе, но в перерыве был заменён. Дориан Бюлюкбаши не стал основным игроком сборной, он сыграл всего в 5 матчах.

## Достижения
- Обладатель Кубка Албании (1): 2003/04
- Обладатель Суперкубка Албании (1): 2004
- Лучший бомбардир чемпионата Албании (1): 2004/05

## Личная жизнь
Его старший брат Гентиан (1978), играл в футбол на профессиональном уровне.